# Крестильный талер

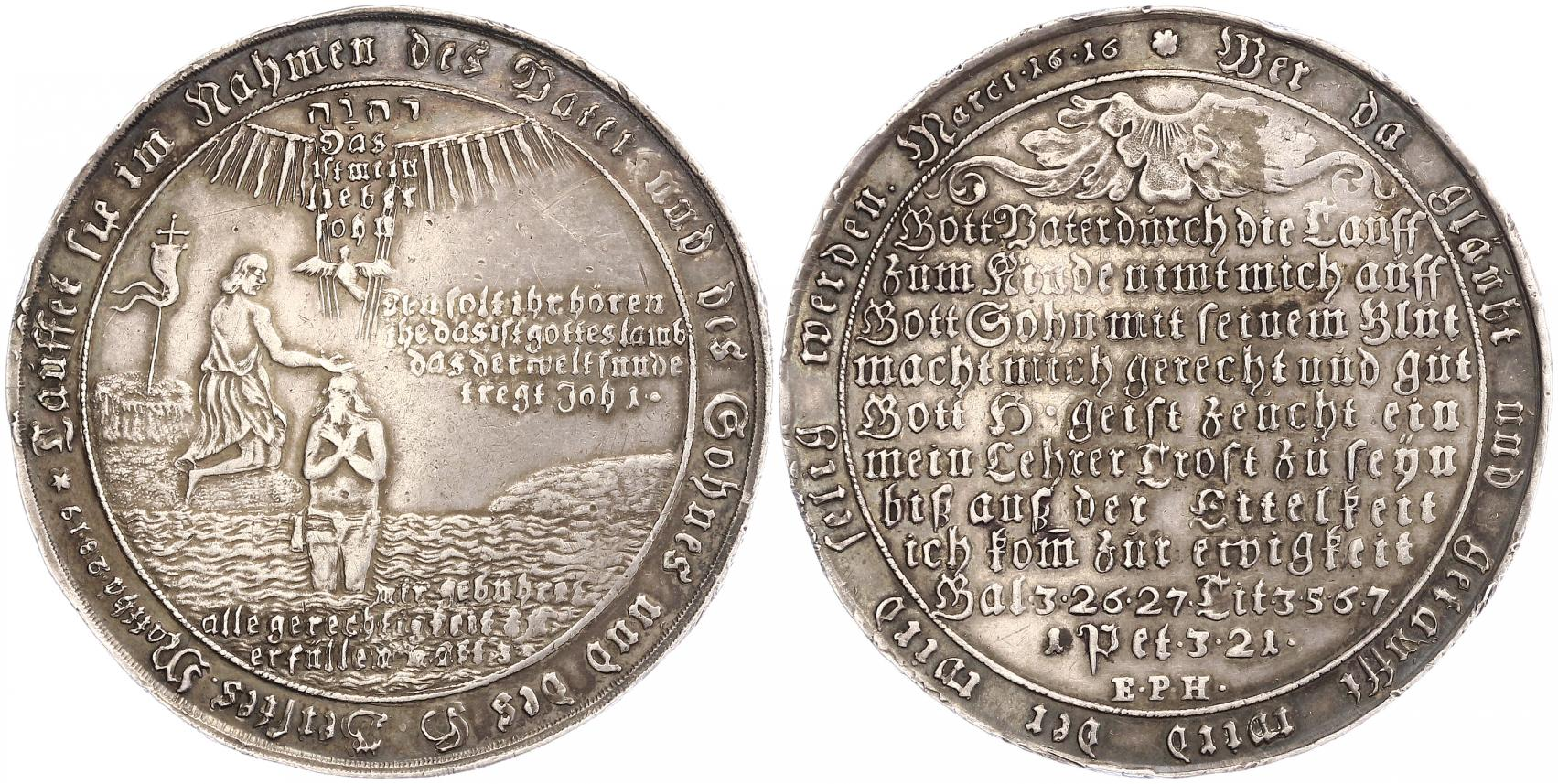
Крестильный талер 1723 года. Монетный двор в Гарце

Крестильный талер (нем. Tauftaler) — название крупной серебряной талерообразной медали (см. талер), предназначенной для подарка крестного крестнику на крестинах. Относится к категории «дарственных талеров» (нем. Geschenktaler). Крестильный талер идентифицируется по характерному тематическому содержанию рисунка. С одной стороны присутствует сцена из евангельской истории — крещение Иисуса Христа в реке Иордан Иоанном Крестителем. С обратной стороны — текст из Библии.
Крестильный талер, как правило, весит столько же, сколько обычный талер того времени, но имеет больший диаметр. Вес, а также следы износа на крестильных талерах, характерные для веса и следов износа, имеющихся на большинстве обычных талеров, позволяют сделать вывод о наличии крестильных талеров в свободном денежном обращении своего времени. Период этого обращения соответствовал периоду обращения обычных талеров соответствующей «весовой категории» (в пределах 29—30 грамм) (см. Талер в Германии и Австрии).